# Ämmeskogs kyrka

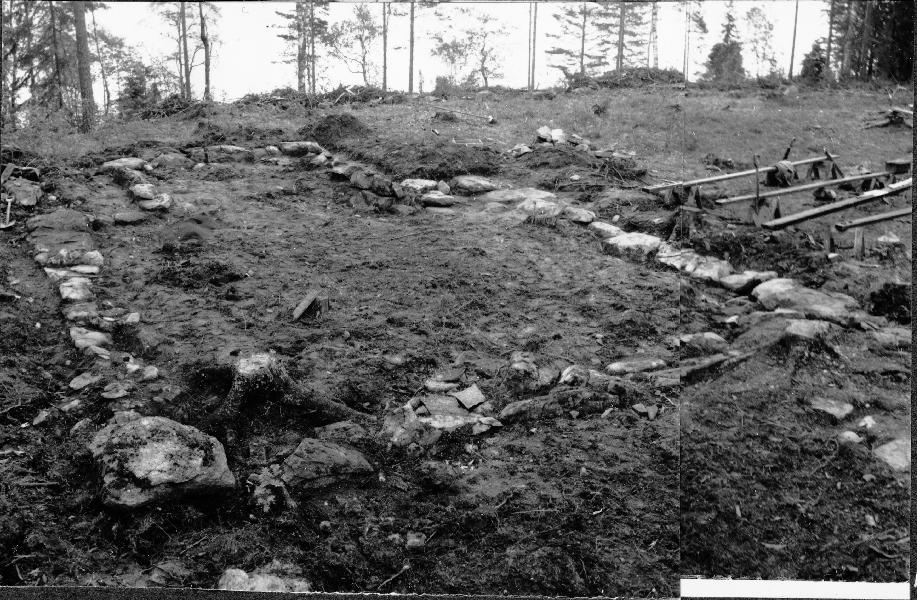
Ruinerna av Hedane kapell.

Ämmeskogs kyrka eller Hedane kapell var en kyrka i den medeltida Ämmeskogs socken, belägen på Kyrkudden i Norra Hedane vid Ämmeskogssjön i nordligaste Dalsland. Kyrkan, som var försedd med långhus och rakt avslutat kor, övergavs och förföll så småningom. 
Ruinerna frilades och undersöktes på  1950-talet av amanuens G Svenson, Karlstad. Vid friläggningen hittades flera mynt från 1300–1500-talen. Därefter restes en minnessten på platsen, vid vilken friluftsgudstjänster ibland hålles.